# Orthocladius saetheri
Orthocladius saetheri är en tvåvingeart som beskrevs av Hermann Johannes Heinrich Jacobsen 2007. Orthocladius saetheri ingår i släktet Orthocladius och familjen fjädermyggor.
Artens utbredningsområde är Maryland. Inga underarter finns listade i Catalogue of Life.